# Dan Abnett
Œuvres principales
- Les Fantômes de Gaunt * L'Hérésie d'Horus * DC Comics * Marvel

Dan Abnett, né le 12 octobre 1965 au Royaume-Uni, est un scénariste de comics et romancier britannique. Il est plus particulièrement connu pour ses œuvres dans l'univers de Warhammer 40,000.

## Biographie
Dan Abnett a fait ses études au college St Edmund Hall de l’université d'Oxford. Il travaille d'abord pour 2000 AD (contribuant à des séries comme Judge Dredd, Durham Red et Rogue Trooper) et Marvel Comics dans les années 1990. En 2000, il participe chez DC Comics à relancer la Légion des Super-Héros avec les séries Legion Lost et The Legion.
Ses romans se déroulant dans les univers de Warhammer et Warhammer 40,000, publiés par Bibliothèque Interdite sous licence de Games Workshop atteignent un total de plus d'un million exemplaires vendus depuis leur parution en mai 2008. Les références les plus demandées restent celles de la série L'Hérésie d'Horus et des Fantômes de Gaunt, ainsi que les séries centrées autour d'inquisiteurs impériaux: Eisenhorn et Ravenor, il est aussi connu pour avoir inventé le chapitre Space Marine des Iron Snakes à travers différentes nouvelles. Sa participation à l'univers de Warhammer 40,000 lui a d'ailleurs en partie inspiré la série Insurrection pour Judge Dredd Megazine chez 2000 AD (publiée depuis janvier 2009).
En 2009, Dan Abnett publie ses premiers romans originaux dans la collection Angry Robot de l'éditeur HarperCollins. Il écrit notamment Zone de guerre (titre original Embedded) publié aux États-Unis en 2011 puis traduit en français et publié en 2013 par les éditions Panini dans la collection Éclipse.
Dan Abnett est le principal scénariste du film en image de synthèse Ultramarines, qui prend place dans l'univers de Warhammer 40,000. En juillet 2019, Games Workshop annonce la réalisation d'une série télévisée basée sur la trilogie Eisenhorn. Le jeu vidéo Warhammer 40,000: Darktide (développé et édité par Fatshark) a été partiellement scénarisé par Dan Abnett.

## Œuvres
- 2000 AD (comics)

### Romans
- Tomb Raider : Les Dix Mille Immortels avec Nik Vincent
- Lara Croft and the Blade of Gwynnever avec Nik Vincent
- Primeval: Exctinction Event
- Zone de Guerre

### Warhammer 40,000

#### SérieLes Fantômes de Gaunt
(NB : les différents ouvrages de la série sont répartis en "cycles")
- Premier et Unique
- Les Fantômes
- Necropolis
- Garde d'Honneur
- Les armes de Tanith
- 30 Centimètres d'acier
- Sabbat Matter
- Le Traître
- Son Dernier Ordre
- L'Armure de Mépris
- Seule la Mort
- Le Pacte du Sang
- Salvation's Reach
- Le Maître de Guerre
- La Voix du Chaos
- Killbox (nouvelle indépendante non publié en France)
- L'Etoile de Fer (nouvelle contenue dans le recueil Les Mondes de Sabbat)
- De leur vie dans les ruines de la cité (nouvelles contenue dans le recueil Les Mondes de Sabbat)
- Famille (nouvelle contenue dans le recueil La Croisade de Sabbat et dans le recueil Black Library Celebration 2023))
- On ne sait Jamais (nouvelle contenue dans le recueil La Croisade de Sabbat)
- Fantômes et Ombres Maléfiques (nouvelle contenue dans le recueil La Croisade de Sabbat)
- Un écho Fantôme (nouvelle contenue dans le recueil La Croisade de Sabbat)
- L'Insurrection de Vincula : les Dossiers Fantômes 1 (novella)

#### Série consacré à l'Inquisition
(NB : cette série se compose de deux trilogies principales, la première consacrée à l'inquisiteur Gregor Eisenhorn, la seconde à son ancien élève Gideon Ravenor. Une troisième trilogie en cours d'écriture s'intitule Eisenhorn vs Ravenor)
- Xenos
- Malleus
- Hereticus
- Rencontres
- Renaissance
- Révélations
- Pariah
- Penitent
- Pandaemonium (à paraître)
- Magos & le Dossier complet des enquêtes associées (recueil de nouvelles comprenant également le roman court Magos)

#### SérieL'Hérésie d'Horus
- L'Ascension d'Horus
- Legion
- Prospero brûle
- La Bataille de Calth
- Imperium Secundus
- Parties de Chasse (nouvelle incluse dans le recueil Chroniques de l'Hérésie)
- La Tour Foudroyée (contenue dans le recueil Les Ombres de la Traîtrise)
- L'Autre Horus (nouvelle incluse dans le recueil L'Âge des Ténèbres)
- Sans repères (contenue dans le recueil La Marque de Calth)
- Misbegotten (contenue dans le recueil Les Fils de l'Empereur)
- Saturnine (pour la mini-série Siege of Terra)
- La Fin et la Mort (Partie 1) (pour la mini-série Siege of Terra)
- La Fin et la Mort (Partie 2) (pour la mini-série Siege of Terra)
- La Fin et la Mort (Partie 3) (pour la mini-série Siege of Terra)

#### Divers romans dans l'univers Warhammer 40,000
- Mon nom est Carnage (premier tome de la série L'Eveil de la Bête)
- Les Frères du Serpent
- Double Eagle
- Titanicus

#### Nouvelles dans l'univers de Warhammer 40,000
- The Invitation
- Kill Hill
- Midnight Rotation
- Ork Hunter
- Portés disparus (contenue dans le recueil Nexus + Autres récits)

#### Bande-dessinées dans l'univers de Warhammer 40,000
- Blood and Thunder
- Exterminatus
- Damnation Crusade
- Titan

### Warhammer

#### Série sur Malus Darkblade (co-écrite avecMike Lee)
- La malédiction
- Tempête de Sang
- Le Faucheur d'Âmes
- L'épée de Khaine
- Le Seigneur de la Ruine

#### Divers romans dans l'univers de Warhammer
- Le sang de Gilead (co-écrit avec Nik Vincent)
- La malédiction de Gilead (co-écrit avec Nik Vincent)
- Les marteaux d'Ulric
- Les cavaliers de la Mort
- Fell Cargo

#### Bandes dessinées dans l'univers de Warhammer
- Condemned by Fire
- Forge of War

### DC Comics
- Superman/Batman Darklight #43
- Batman - Batman: Two Faces 1993 avec Andy Lanning
- Resurrection Man
- Legion Lost
- Aquaman
- Titans[5]

### Wildstorm
- The Authority

### Marvel
- Annihilation: Nova #1-4
- Annihilation - Conquest
- Guardians of the Galaxy (2008)
- War of Kings (2009) avec Andy Lanning
- Realm of Kings (2010)